# وانگ ییبو (خواننده)
وانگ ییبو (به چینی:王一博؛ زادهٔ ۵ اوت ۱۹۹۷) بازیگر، خواننده، دنسر ،رپر و موتور سوار اهل کشور چین است. 

در سال 2011 کارآموز کمپانی چینی Yuehua شد. برای دوره کاراموزی در 13 سالگی به کره جنوبی رفت و در سال ۲۰۱۴ به عنوان عضوی از گروه پسرانه چینی-کره ای Uniq شروع به کار کرد. گروه دیسبند نشده اما بدلیل سیاست های دوکشور فعالیت های گروه متوقف شده.[1] 
او با نقش آفرینی با نام «لان وانگجی» در سریال فانتزی-تاریخی بی وقفه توجه زیادی دریافت کرد.
او بیشتر برای نقش‌هایش در سریال‌های تلویزیونی (2019)Love Actually (2017)، Gank Your Heart(2019)، ، The Untamed Legend of Fei (2020)، Luoyang (2021) و Being a Hero (2022) شناخته می‌شود. وانگ به طور منظم در فهرست 100 سلبریتی فوربس چین ظاهر شده و در سال 2021 در رتبه دوم قرار گرفته است. در سال 2023، وانگ ییبو اولین نقش اصلی خود را در زمینه سینما با فیلم‌های تیغه پنهان، متولد شده برای پرواز و یک و تنها انجام داد. بازی های او جوایز بازیگری و نامزدی متعددی را برای او به ارمغان آورد، از جمله نامزدی بهترین بازیگر نقش مکمل مرد در جوایز معتبر خروس طلایی برای بازی در نقش یک جاسوس چینی در فیلم جاسوسی-مهیج تیغه پنهان.
او در سی و ششمین مراسم فیلم خروس طلایی برای بازی در فیلم تیغه پنهان نامزد جایزه بهترین بازیگر نقش مکمل مرد و در هفدهمین دوره جوایز فیلم اسیایی برنده بهترین بازیگر جدید شد. در سی امین جشنواره عقاب طلایی برنده جایزه محبوب ترین بازیگر از دید مردم شد.

## اوایل زندگی و تحصیل
او در کودکی رقص را آغاز کرد و در سال ۲۰۱۱ ، زمانی که دوم راهنمایی بود ، وانگ در مسابقات رقص ملی IBD شرکت کرد و در گروه هیپ هاپ به عنوان شانزده نفر برتر ظاهر شد، در نهایت کارآموز شرکت سرگرمی یوئِهوآ (Yuehua) شد، همچنین وانگ در دبیرستان هنری هانلیم در کره جنوبی تحصیل کرد.
رنگ مورد علاقه او رنگ سبز است.

## حرفه

### ۲۰۱۷-۲۰۱۴: شروع به کار با یونیک (Uniq) و شروع به کار در بازیگری
وانگ در سال 2014 به عنوان یکی از اعضای گروه گروه پسرانه کره جنوبی-چینی Uniq با آهنگ "falling in love" شروع به کار کرد. او به عنوان رقصنده و رپر اصلی گروه فعالیت می کرد وانگ اولین بازی خود را در فیلم MBA Partners در سال 2016 انجام داد. او سپس نقش پسر قرمز را در قسمت سوم ادیسه چینی ایفا کرد، و در سریال کمدی عاشقانه درام Love Actually به عنوان دومین شخصیت اصلی مرد Zhai Zhiwei بازی کرد.. از سال 2016 تا 2021، وانگ به عنوان یک میزبان در برنامه متنوع Day day Up فعالیت میکرد.
در مارس 2017، وانگ برای اولین نقش اصلی خود در سریال درام جوانان Private Shushan Gakuen انتخاب شد.در ماه آوریل، او برنده جایزه بهترین ایدل جدید در جوایز موسیقی برتر چین شد. در ماه نوامبر، وانگ آهنگ تم "Just Dance" را برای چهارمین جشنواره رقص Xuan Wu منتشر کرد. در همان سال، وانگ به عنوان مهمان در مجموعه درام وقتی ما جوان بودیم، ظاهر شد،و در مجموعه درام علمی تخیلی Super Talent که بعداً دوست عجیب من نام گرفت، انتخاب شد.

### ۲۰۱۹-۲۰۱۸: آغاز به کار انفرادی و افزایش شهرت
در جشن سال نو قمری ۲۰۱۸ ، وانگ رقص انفرادی خود را در جشنواره بهار هونان در شبکه تلویزیونی هونان اجرا کرد. در ژانویه ۲۰۱۹ ، وانگ با تک آهنگ دیجیتال به نام "Fire" فعالیتهای انفرادی خود را به عنوان خواننده آغاز کرد. در مارس ۲۰۱۸ مربی رقص برنامه رقابتی Produce 101 شد. او به دلیل مهارت های رقص خود در این نمایش به رسمیت شناخته شد و در یکی از قسمت های برنامه ، وانگ فاش کرد که در دوران کودکی به بیماری میوکاردیت مبتلا بوده است و مجبور شد رقص را رها کند و تحت درمان جدی قرار گیرد و بعد از بهبودی کامل روزانه شش ساعت به کلاس های رقص می رفت.در سال 2019، وانگ در سریال درام عاشقانه ورزش های الکترونیکی Gank Your Heart بازی کرد و در نقش یک گیمر حرفه ای ایفای نقش کرد.او همچنین آهنگ آغازین سریال، «Burning Adventure» را خواند.او با بازی در این سریال، اولین جایزه بازیگری مهم خود را برای "انتخاب تماشاگران برای بازیگر" در سی امین جایزه عقاب طلایی تلویزیون چین به خانه برد.
در ۲۰۱۹ در سریال رام نشده(Untamed) که از روی رمان مو داو زو شی ساخته شد در کنار شیائو جان بازی کرد و پس از آن چه در چین و چه در خارج از کشور ، شهرت و محبوبیت بیشتری پیدا کرد ، در همان سال وارد لیست ۱۰۰ سلبریتی چینی فوربس شد و رتبه ۷۱ را بدست آورد.وانگ همچنین آهنگ «Won't Forget را منتشر کرد، آهنگ موضوعی برای شخصیت او در این مجموعه زیبا.
در 30 دسامبر 2019، وانگ تک آهنگ خود را "No Sense" منتشر کرد که اولین تلاش او در ترانه سرایی است. او زمانی که مشغول فیلمبرداری سریال درام Legend of Fei بود، متناوب آن را نوشت. وانگ توضیح داد که این آهنگ درباره احساسات و تجربیات خودش بود. او می خواست که آهنگش آرزوی او را برای دیگران به تصویر بکشد که بتواند بر مشکلات غلبه کند و طرز فکر خوبی را حفظ کند. شش میلیون نسخه دیجیتالی این آهنگ در عرض 20 دقیقه پس از انتشار فروخته شد که مجموع فروش آن از 30 میلیون یوان فراتر رفت. این آهنگ سریعترین تک آهنگ دیجیتالی شد که بیش از 10 میلیون نسخه در NetEase Music فروخت. وانگ سپس "No Sense" را برای اولین بار در کنسرت شب سال نو 2020 تلویزیون هونان اجرا کرد

### ۲۰۲۰-تاکنون"۲۰۲۳": جریان اصلی محبوبیت
در ماه می ۲۰۲۰، وانگ به عنوان یکی از کاپیتان‌های نمایش مسابقه رقص Street Dance of China فصل ۳ تایید شد.  از طریق این نمایش، وانگ به دلیل پیشینه و مهارت‌های رقص خیابانی خود به رسمیت شناخته شد. در اکتبر، یانگ کای، یکی از اعضای تیمش برنده این رقابت شد.در دسامبر 2020، وانگ به عنوان نقش اول مرد در سریال درام ووشیا Legend of Fei، بر اساس رمان راهزنان اثر پریست، در کنار ژائو لیینگ بازی کرد. او همچنین اهمگ «First Rays» را برای این سریال خواند که اعتراف محبت آمیز شخصیت او، شی یون، به کارکتر ژو فی را به تصویر می کشد. این سریال هم در داخل و هم در سطح بین المللی بسیار محبوب بود. این نه تنها به رکورد بیش از 130 میلیون بازدید در هشت ساعت پس از انتشار و 4 میلیارد بازدید در یک ماه در Tencent Video رسید، بلکه پس از یک هفته هم‌زمان در WeTV تایلند و فیلیپین رتبه اول را به دست آورد.
در 30 دسامبر 2020، وانگ چهارمین تک آهنگ خود را با نام My Rules" منتشر کرد. با این آهنگ، وانگ رکورد جدیدی از سریعترین تک آهنگ دیجیتال را شکست تا 10 میلیون نسخه در NetEase Music بفروشد که معادل 30 میلیون یوان است، تنها در 2 ساعت و 20 دقیقه. این تک‌آهنگ در هفته چهارم ژانویه 2021 در رتبه چهاردهم فروش آهنگ دیجیتال جهانی بیلبورد قرار گرفت.
در ژوئن 2021 به مناسبت 100سالگرد حزب کمونیست چین، وانگ نقش Jiang Xianyun, یک شخصیت تاریخی چینی را در یکی از قسمت های مجموعه فیلم Faith Makes Great به اسم تصمیم بازی کرد.در همان ماه، وانگ به عنوان یکی از 9 نفری انتخاب شد که در مستند سریالی میراث من که زندگی و کار نه مجری برجسته چینی را در دو سال و نیم گذشته دنبال می‌کند، انتخاب شد.
وانگ در سریال درام جنایی Being a Hero به کارگردانی فو دونگیو، نقش یک پلیس مبارزه با مواد مخدر را بازی کرد او همچنین به عنوان Baili Hongyi در سریال درام معمایی Luoyang در کنار هوانگ ژوان و ویکتوریا سانگ بازی کرد.
[ در آگوست ۲۰۲۱، وانگ دوباره به عنوان یکی از کاپیتان های مسابقه رقص Street Dance Of China فصل ۴ بازگشت و یین، یکی از اعضای تیم وانگ، برنده مسابقه شد و دومین برد تیم وانگ را در دو فصل نمایش رقم زد.. در سال 2022، وانگ چهارمین تک آهنگ سالانه سال نو خود را 像阳光那样 با عنوان انگلیسی: "Just Like Sunshine" منتشر کرد. او یک رقص تفسیری را به عنوان اولین اجرای این آهنگ در مراسم جشن شب سال نوی Dragon TV 2022 / 2023 اجرا کرد. این تک‌آهنگ که در ظهر 30 دسامبر منتشر شد، به پرفروش‌ترین تک آهنگ چین در سال 2022 قبل از پایان سال تبدیل شد
اولین فیلم وانگ در نقش اصلی فیلم شمشیر پنهان 无名 (عنوان انگلیسی: Hidden Blade)، یک فیلم مهیج جاسوسی نئو نوآر که بیشتر در شانگهای در دوران اشغال ژاپن می گذرد، در 22 ژانویه 2023 در چین اکران شد. همچنین در سینماهای منتخب در سراسر ایالات متحده اکران شد. و کانادا در 17 فوریه و در استرالیا در 2 مارس. در هنگ کنگ در 9 مارس و نیوزلند در 16 مارس افتتاح شد. قرار است در تایلند و کره جنوبی نمایش داده شود. در این فیلم، او در کنار بازیگر کهنه کار، تونی لیانگ نقش آفرینی می کند. باکس آفیس داخلی فیلم بیش از 930 میلیون ین (RMB) بود.
در سال2023 دو فیلم دیگر از او اکران شد از جمله فیلم مورد انتظار Born To Fly که داستان تیمی از خلبانان نخبه ویژه در نیروی هوایی چین (PLAAF) را روایت می کند که وظیفه آزمایش جت های جنگنده جدید را بر عهده داشتند. گفته می شد که J-10C، J-16 و J-20 با این فیلم اولین نمایش خود را روی پرده بزرگ داشت. تاریخ اکران را برای 28 آوریل 2023 تعیین کرده است. فیلم دیگر وانگ، یک و تنها، یک کمدی الهام بخش درباره رویای یک بریک رقصنده جوان و تلاش برای ورود به یک تیم حرفه ای و رقابت برای جایزه بازی آسیایی است.
گفته شده سریال جدیدی در سال 2024 خواهد داشت به اسم golden journey .
فیلم کوتاه وانگ، "همه مهمانی های فردا" به کارگردانی جانگ دالی نیز در فهرست نهایی هفتاد و سومین جشنواره بین المللی فیلم برلین قرار گرفت.

## فعالیت های دیگر
تاییدیه ها و سفیران
وانگ یکی از پرتقاضاترین و تاثیرگذارترین سفیران برند در چین است. با مشارکت با بیش از 30 برند، حمایت او از محصولات داخلی مانندPing An Insurance و Youku تا محصولات بین المللی مانند Swarovski، Casio G-Shock و Shu Uemura است. او همچنین سخنگوی جهانی برندهای مختلف در صنایع مختلف است، از تلفن‌های هوشمند Redmi تا خط کارت اعتباری بانکی بانک ارتباطات.از سال 2020، وانگ جوانترین عضو و جوانترین سفیر برند باشگاه نخبگان برند خودروهای لوکس آلمانی آئودی بوده است.او همچنین جوانترین تصویر سفیر برند لوکس فرانسوی Chanel و سفیر برند جهانی لوکس ایتالیایی Moncler است.[74]
در سال 2020، وانگ اولین ایدل در سرزمین اصلی چین بود که شریک رسمی نایک شد اما مدتی بعد از تحریم های ایالات متحده علیه چین، وی قرارداد خود را با این شرکت فسخ کرد.ماه بعد در آوریل 2021، وانگ به عنوان سفیر اصلی برند جهانی برند پوشاک ورزشی Anta منصوب شد.
وانگ از طریق علاقه زیاد به ورزش‌های مهیج ، به‌ویژه اسکیت‌برد و مسابقات موتورسواری، و همچنین نفوذ گسترده‌اش در نسل جوان، از سوی دولت چین به‌عنوان سفیر ترویج اسکیت‌برد چین و سفیر ورزش‌های المپیک زمستانی و پارالمپیک زمستانی پکن 2022 منصوب شد. واو همچنین عنوان سفیر رقصنده برتر چین که از سال 2021 توسط انجمن رقصندگان چینی به خاطر مهارت‌ها و تجربیات رقص تأیید شده‌اش اعطا می‌شود، دریافت کرد
وانگ در جلد اول نسخه چینی مجلات بین المللی مختلف مانند GQ، Marie Claire، Cosmopolitan و Harper's Bazaar ظاهر شده است. در مارس 2020، وانگ اولین سلبریتی چینی شد که هر سه جلد SuperELLE China را با جذابیت بینظیر او منتشر شد. در ماه نوامبر، وانگ در یک پروژه مد بین Vogue Film و Chanel در کنار ژو ژون بازی کرد.
بشردوستی
وانگ از تصویر خود برای افزایش آگاهی به دلایل مختلف استفاده کرده است، مانند آتش نشانی رفاه عمومی شهر لوئویانگ، کمپین SOS کودکان دهکده با Qingsongchou
وانگ برای نشان دادن حمایت خود در مبارزه با همه‌گیری COVID-19 فعال بوده است. در ژانویه 2020، وانگ و بیش از 200 فرد مشهور در مجموع 278 میلیون یوان به بنیاد خیریه هان هونگ به منظور کمک به شهر ووهان، منطقه ای که به شدت تحت تاثیر قرار گرفته است، اهدا کردند.او یک کمک مالی دیگر به همراه سایر میزبانان Day Day Up به ووهان انجام داد. آنها به طور جمعی به ارزش 1 میلیون یوان ماسک، لباس محافظ و سایر لوازم ضروری اهدا کردند.وانگ همچنین تعدادی آهنگ اصلی را به عنوان ادای احترام به خط مقدم همه گیری COVID-19 و انتقال عشق و امید در آن زمان های چالش برانگیز خواند. تحت هدایت اتحادیه جوانان کمونیست چین، وانگ و سایر بازیگران برای خواندن "With You By My Side" همکاری کردند.
درسال 2021 زمانی که سیل عظیمی زادگاه او استان هنان را تخریب کرد نه تنها 3میلیون یوان برای کمک به مردم اهدا کرد بلکه خودش هم شخصا به عنوان داوطلب برای کمک به انجا رفت و درکنار مردم زادگاهش ماند.